# Ornatoscalpellum stroemii
Ornatoscalpellum stroemii är en kräftdjursart som först beskrevs av Michael Sars 1859.  Ornatoscalpellum stroemii ingår i släktet Ornatoscalpellum och familjen Scalpellidae. Inga underarter finns listade i Catalogue of Life.